# Flora Lapponica
Flora Lapponica — робота Карла Ліннея, видана в Амстердамі у 1737 році; являє собою огляд рослинного світу Лапландії і містить докладний опис 534 видів рослин і грибів, з яких близько ста були описані вперше. Робота написана Ліннеєм переважно на основі результатів його експедиції в Лапландію 1732 року.
Ця книга стала першим зразком такого жанру сучасної ботанічної літератури, як «флора», при цьому основні принципи побудови твору досі використовуються в сучасних книгах цього жанру.
Стандартне скорочення першого видання книги, вживане при номенклатурному цитуванні — Fl. Lapp.

## Лапландська експедиція
Отримавши кошти від Упсальського королівського наукового товариства (лат. Societas regia scientiarum Upsaliensis) Лінней протягом п'яти місяців, з 12 травня по 10 вересня 1732 року, подорожував по Лапландії і Фінляндії. Під час своєї подорожі Лінней досліджував і збирав рослини, тварин і мінерали, а також різноманітні відомості про культуру та спосіб життя місцевого населення, в тому числі про саами (лопарей).
У вересні він дістався до Або (Турку) і через Аландські острови повернувся до Швеції.

## Історія видання книги
Лінней розраховував на те, що складений ним звіт про експедицію буде надрукований в Acta Litteraria Sueciae — працях Упсальского королівського наукового товариства. Цього, однак, не відбулося; єдина праця, яка була надрукована в цьому виданні у 1732 році, стала Florula Lapponica («Коротка Лапландська флора»), що являє собою частину тих рукописів, в якій Ліннеєм були описані рослини Лапландії, — каталог рослин, які були зібрані ним під час експедиції. Florula Lapponica стала першою надрукованою роботою Ліннея, в якій він застосував для класифікації рослин свою «статеву систему».
Значну частину осені 1732 року Лінней займався роботою над рукописом з описом рослин Лапландії, продовжив працювати над цим рукописом він і в наступному році.
Виїхавши навесні 1735 року в Голландію, Лінней повіз із собою і всі свої рукописи. У вересні того ж року, вже коли він працював в  Гартекампі  над описом рослин гербарію й саду Джорджа Кліффорда, банкіра і одного з директорів голландської Ост-Індської компанії, паралельно з роботою над  Systema naturae, Bibliotheca Botanica, Genera plantarum, Critica botanica і Hortus Cliffortianusвін став готувати до публікації і свою «лапландську флору».

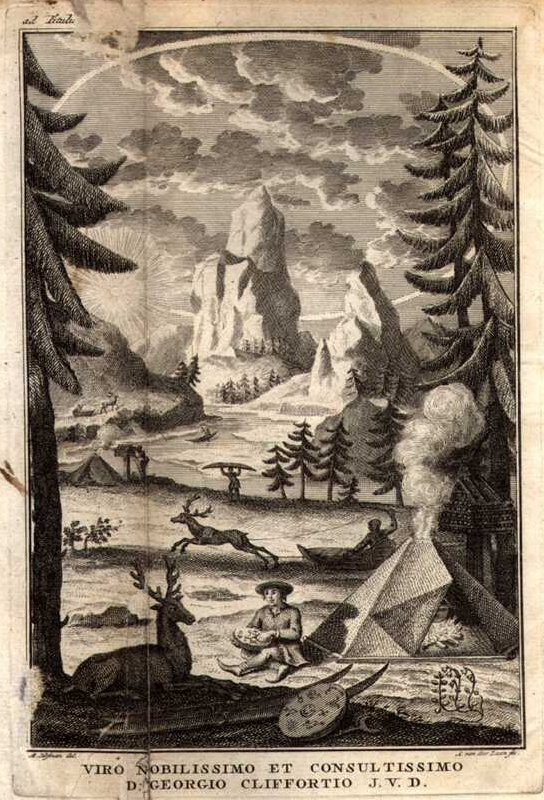
Фронтиспис першого видання Flora Lapponica (на передньому плані зображений Карл Лінней)

Книга була видана в Амстердамі в квітні 1737 році в восьму частку аркуша (in octavo). Вона присвячена  Уппсальскому королівському науковому товариству  — організації, що видала Ліннею в 1732 році грант на подорож по Лапландії.